# Даттинское сельское поселение
Да́ттинское се́льское поселе́ние — муниципальное образование в Ванинском районе Хабаровского края России. 
Административный центр — село Датта.

## Население
| 2010 | 2011 | 2012 | 2013 | 2014 | 2015 | 2016 |
| ---- | ---- | ---- | ---- | ---- | ---- | ---- |
| 659  | ↘654 | ↗665 | ↘645 | ↘635 | ↘615 | →615 |
| 2017 | 2018 | 2019 | 2020 | 2021 |      |      |
| ↘605 | ↘594 | ↘579 | ↘570 | ↗682 |      |      |

## Населённые пункты
В состав поселения входят 2 населённых пункта:
| № | Населённый пункт | Тип  | Население |
| - | ---------------- | ---- | --------- |
| 1 | Датта            | село | ↗679      |
| 2 | Дюанка           | село | ↘3        |